# Киндяково (Самарская область)
Киндяково — село в Красноярском районе Самарской области в составе сельского поселения Светлое Поле. 

## География
Находится на расстоянии примерно 6 километров по прямой на запад-юго-запад от районного центра села Красный Яр.

## История
Территория была заселена ещё в доисторические времена. После Золотой Орды край был присоединен к Казанскому ханству, а в 16 веке стал частью Российского государства.
Село также именовалось Солонцовкой по характеру здешних почв. Название связано с фамилией помещиков Киндяковых, у которых были имения в Симбирской губернии, в частности, деревня Киндяковка близ Симбирска.

## Население
Постоянное население составляло 27 человек (русские 70%) в 2002 году, 80 в 2010 году. 

## Достопримечательности
Загородный центр Циолковский.